# Oberon (uitgeverij)
Oberon was een Nederlandse uitgeverij van diverse stripbladen en stripalbums. Het was een onderdeel van de uitgeverij VNU.

## Geschiedenis
Eerder waren de uitgevers De Spaarnestad en De Geïllustreerde Pers gefuseerd tot uitgeverij VNU. In 1972 werden hun stripafdelingen samengevoegd tot Oberon. De stripbladen Sjors en Pep werden in 1975 ook samengevoegd tot Eppo. Er verschenen ook enkele stripreeksen van de Franse uitgeverij Dargaud bij Oberon tot Dargaud dit in de jaren 80 stopzette.
Vanaf 1990 verschenen de strips bij de nieuwe uitgeverij Big Balloon.

## Publicaties

### Stripbladen
- Donald Duck
- Sjors
- Pep
- Tina
- Bobo
- Eppo
- Mickey Maandblad
- Anita
- Stripkoerier
- Club
- Eppo Wordt Vervolgd
- Sjors en Sjimmie Stripblad

### Stripreeksen (selectie)
- Agent 327
- Bernard Voorzichtig
- Billie Turf
- Blook
- Cor Morelli
- Donald Duck
- Douwe Dabbert
- De Familie Achterop
- De familie Doorzon
- Eppo
- Flippie Flink
- Franka
- De Generaal
- Gilles de Geus
- Grote Pyr
- Hoempa Pa
- January Jones
- Johnny Goodbye
- Joris P.K.
- Leonardo
- De Leukebroeders
- Lowietje
- Matho Tonga
- Oom Dagobert
- Opa
- De Partizanen
- De partners
- Professor Palmboom
- Rip Kirby
- Roel Dijkstra
- Sjors en Sjimmie
- Stef Ardoba
- Steven Severijn
- Storm
- Tom Poes
- Trigië
- Vidocq
- Vrolijke verhalen uit het weekblad Donald Duck
- Willem Peper
- Winnetou
- De wondersloffen van Sjakie

### Stripreeksen met co-uitgeverDargaud
- Asterix
- Blueberry
- Iznogoedh
- Jonathan Cartland
- Julie Wood
- Lucky Luke
- Mac Coy
- Olivier Blunder
- Philémon
- Ravian
- Roodbaard
- Tangy & Laverdure